# 北西航路

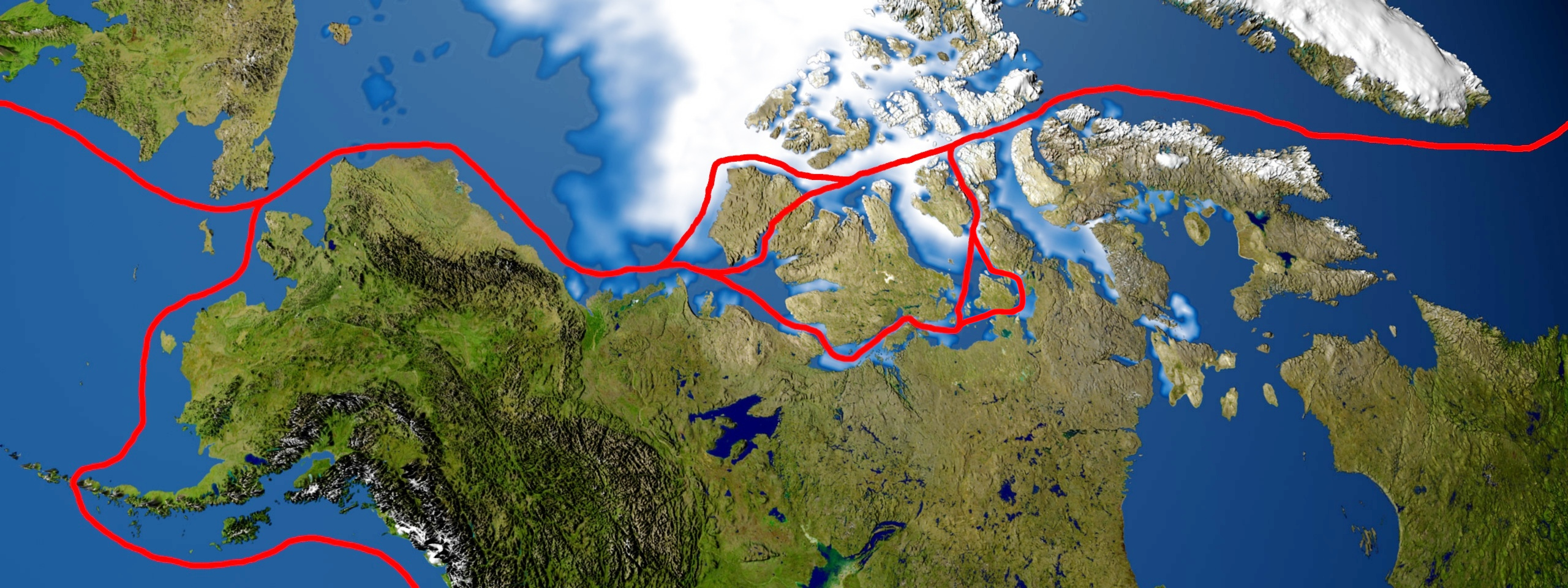
北西航路

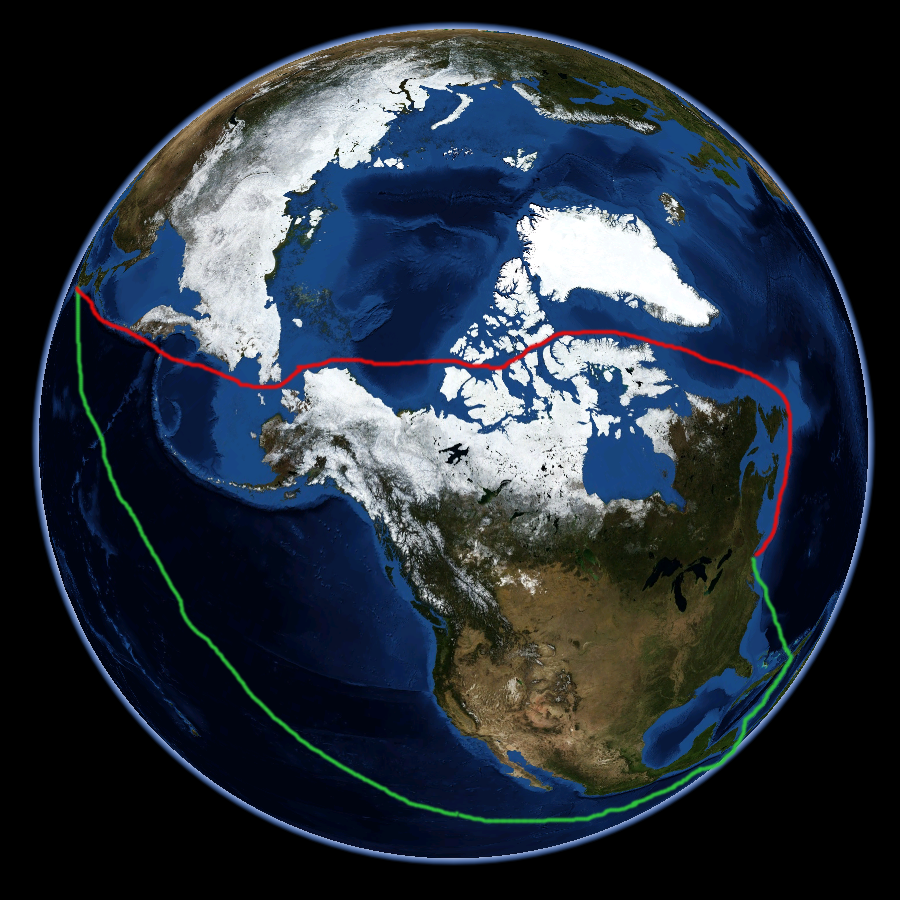
ニューヨーク - 東京間の航路。
パナマ運河経由（緑線）では約18,200km
北西航路経由（赤線）では約14,000km

北西航路（ほくせいこうろ、Northwest Passage）は、北アメリカ大陸の北方を通って大西洋と太平洋を結ぶ航路である。ユーラシア大陸の北を通って大西洋と太平洋を結ぶ「北極海航路」と対をなす。

## 概要
北西航路とは、北アメリカ大陸の北側にあるカナダ北極諸島の間を抜けて太平洋と大西洋を結ぶ航路のことであり、ヨーロッパから北西へ延びる航路であることからその名がついた。この航路は、ヨーロッパから見て北東へ延び、ユーラシア大陸の北側（ロシア沖）を通って太平洋と大西洋を結ぶ北極海航路（北方航路、Northern Sea Route、20世紀初頭には北東航路 Northeast Passage として知られていた）と一対をなす。
具体的には、北太平洋側のベーリング海峡から北西航路を通る場合、
北太平洋→ベーリング海→ベーリング海峡→チュクチ海→ボフォート海→北極諸島を貫く海峡群→バフィン湾→デービス海峡→ラブラドル海→北大西洋
の順に通過する。北極諸島を貫く海峡群を通るにはマクルアー海峡、ディーズ海峡、プリンスオブウェールズ海峡など5つから7つの異なる航路があるが、水深が浅く大型船の航海に向かないところもある。なお、北極諸島の島々やカナダ本土を隔てる海峡を北西航路の一部と呼ぶこともある。
大航海時代の16世紀以来、ヨーロッパとアジアを結ぶ大圏航路であり最短航路になりうると考えられた北西航路の発見に多くの探検家が挑んできた。北極や北アメリカ沿岸の探検に向かった航海者たちの動機の多くは北西航路の発見であり、彼らの探検の過程でカナダ北部やアラスカなどの姿がわかるようになった。しかし北極海は夏でも融けない流氷・海氷や氷山があり、船が氷に閉じ込められ押しつぶされることもあるなどその環境は過酷で非常に多くの探検家が犠牲となり、20世紀まで横断航海に成功した者はいなかった。最初に北西航路を船で横断した人物は、南極点到達でも有名なロアール・アムンセンである。彼は1903年から1906年にかけて小さな船で大西洋から太平洋へと抜ける航海を成功させた。
近年、全地球的な気候変動により北極圏が温暖化し、北極海の氷の範囲が縮小し氷結する期間も減り、砕氷船でなくても北西航路が航行可能になってきた。2007年8月21日には流氷の減少により、砕氷船なしで北西航路が全て通れる状態になった。ノルウェー極地研究所によれば、これは1972年の記録開始以来初めての事態であった。今後北西航路の開発が進み従来のスエズ・パナマ経由航路より距離が短い定期航路が作られれば、時間や燃料費を節約できるため世界の海運や物流が大きく変わるとみられる。また北極海の沿岸や海底に眠る資源開発も容易になると期待される。しかしこの海域をめぐる領有権問題が事態を難しくしている。カナダ政府は北西航路の一部をカナダの領海に当たる「内水」としているが、多くの国はこれらの海峡を自由な国際航行の可能な国際海峡であるとして対立している。

## 北西航路の歴史の概要

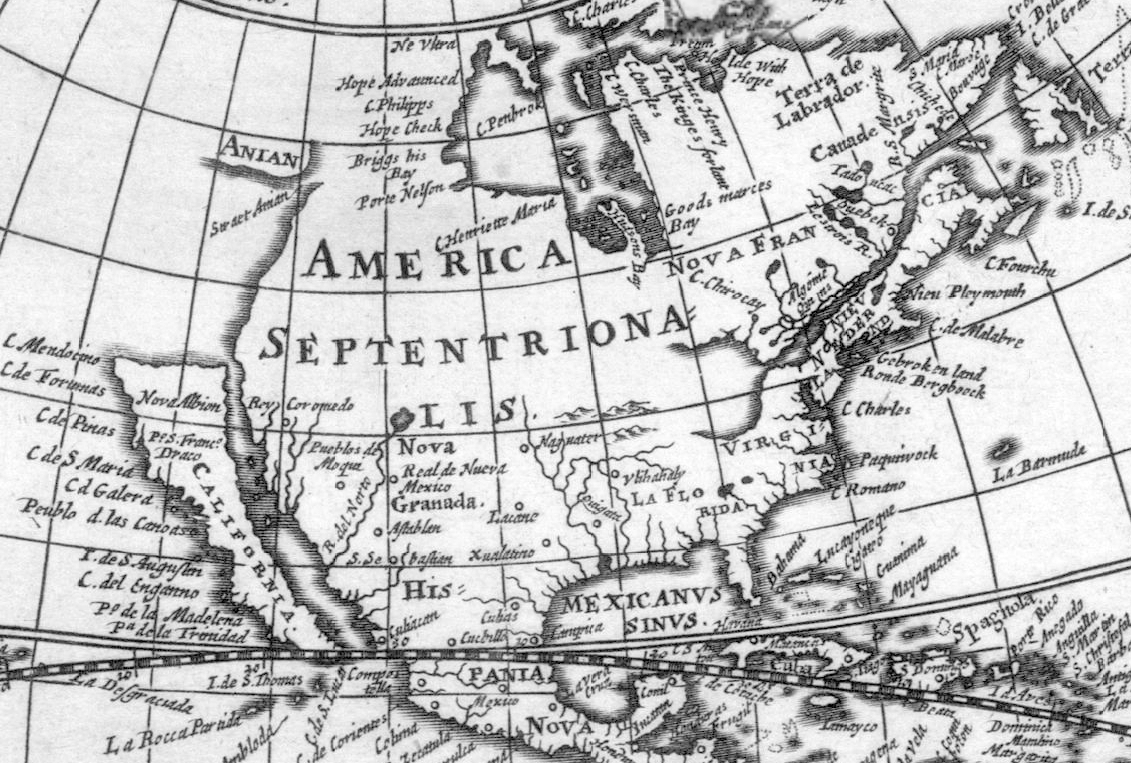
古地図に描かれた想像上のアニアン海峡 (地図左上。Frederik de Wit, 1670年頃)

15世紀終わりから20世紀にかけて、欧州列強諸国は航海者や探検家を各大洋に送り出し、東アジアに向かう海路を発見しようとした。いわゆる大航海時代である。その中でアフリカ大陸南端の喜望峰からインド洋に出る航路、大西洋を横断しメキシコ東岸に到着、さらに西岸から太平洋の向こうのアジアに至る航路がスペインやポルトガルによって開発されていたが、それを決定づけたのが1494年、ローマ教皇アレクサンデル6世の仲介でスペインとポルトガルの間に結ばれたトルデシリャス条約である。これによりヨーロッパ以外の新発見の土地の両国間での分割（デマルカシオン）が取り決められフランス・オランダ・イギリスといった後発の諸国は、新領土の獲得競争からも既存のアフリカ回り・南アメリカ回りのアジア行き航路からも締め出された。事態を打開し、より短いアジアへの航路を発見すべく、イギリスはヨーロッパから北西に向かい北アメリカの北岸を回ってアジアに至る仮説上の航路を北西航路（Northwest Passage）、ヨーロッパから北東へ向かいシベリア沖を経てアジアに至る同じく仮説上の航路を北東航路（Northeast Passage）と呼び、とりわけ北西航路の発見を目指した。すでに中南米を確保していたスペインも、イギリスやフランスより先に北西航路を発見しようとした。こうして、アジアへの最短航路発見の夢が、ヨーロッパ人による北アメリカ大陸の東海岸と西海岸に対する探検活動の動機となる。

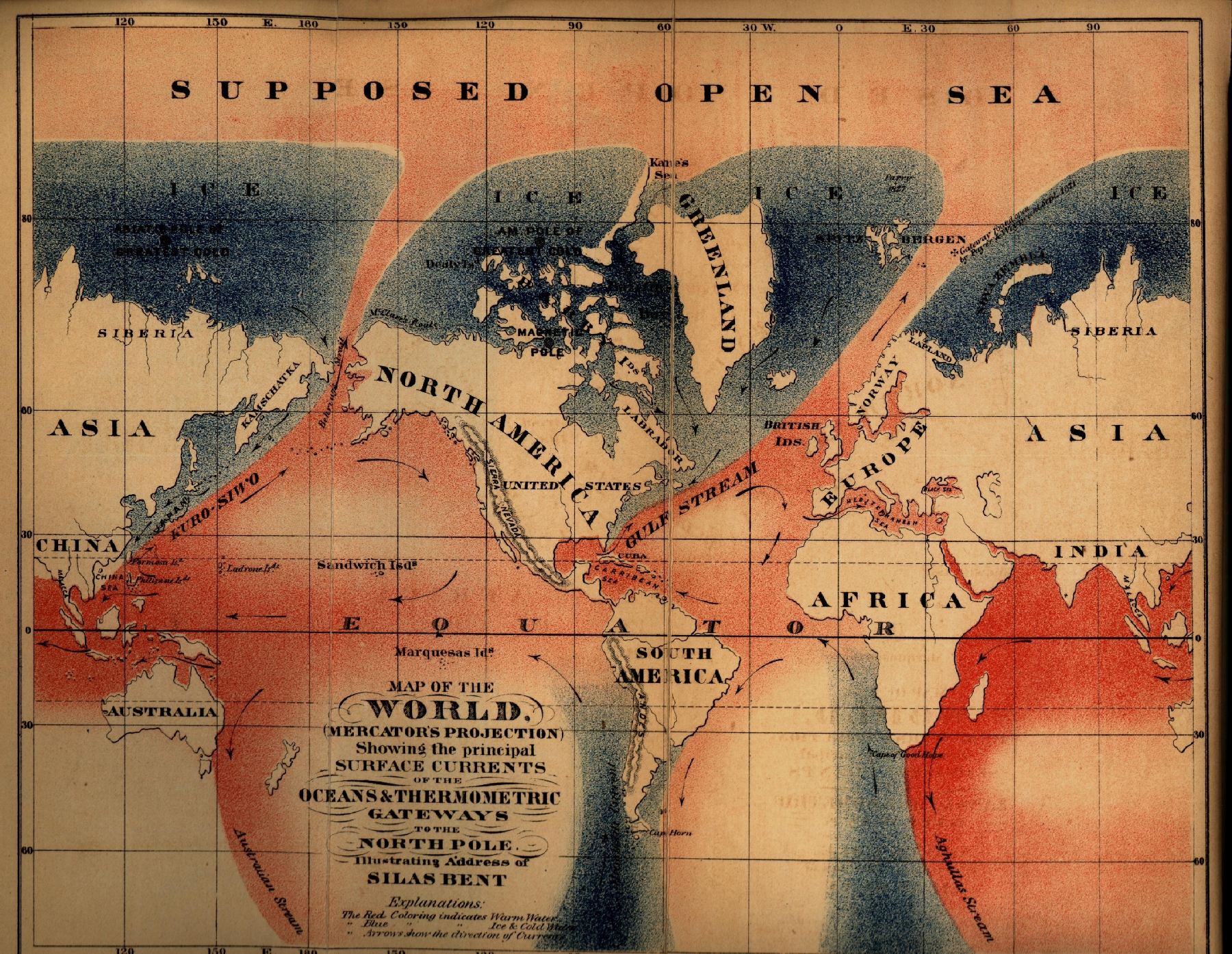
太平洋や大西洋からの暖流（赤色）の影響により、北極海中央部には海氷のない「開けた海」（赤色）があると推論する地図

当初、探検家たちは北アメリカ大陸中央部を横断する海峡や河川の発見を目指したが、そういうものがないことが分かると、北の方からアメリカ大陸を回る北西航路の探索に注目した。今日では酷寒の地と分かっている北極圏において、根拠もなく安定した航路の存在が信じられていたわけではない。例えば夏期においては白夜により夜間の気温低下が発生しないため、北極点周辺の海は結氷しないという推論や、18世紀半ばジェームズ・クックの報告により南極海の氷山が真水でできていることがわかり、海水は凍らないという仮説が存在した。このような原因で北極海中央が海水面であるとすれば、流氷や氷結によって航行が阻害されるのは大陸周辺の一部海域のみということになり、航路の設定も可能なはずとされた。また海流や海路についての研究を成し遂げた19世紀半ばのアメリカ海洋学の父マシュー・フォンテーン・モーリーは、北大西洋で捕獲されたクジラから北太平洋の捕鯨船のモリが見つかったことから太平洋と大西洋が北極海でつながっていると推論し北西航路や北東航路の可能性を主張した。同時にモーリーは、メキシコ湾流や黒潮など北方へ向かう暖流が北極海で海面に上昇すると考え、北極点付近には氷がなく航行可能な開水域が広がっていると推論した。このように北西航路の存在は当時としては妥当とされた科学的考察に基づいたものだったのである。
こうした説が広く信じられたことから、何世紀にも亘り北西航路を求めて極寒の海に探検隊が送り続けられることになる。彼らの中には悲惨な失敗をたどったものも少なくない。特に有名な失敗は、1845年に出発したジョン・フランクリンによる北西航路探検隊の全滅である。1906年になりようやく、ロアール・アムンセンがヨーア号（Gjøa）でグリーンランドからアラスカまで航海することに成功した。これ以後、氷圧に耐えられる船による航海が何度も行われている。

## 900年から1800年
北欧のヴァイキングたちは西への航海の末にグリーンランドへ入植し、さらに北および西への航海を進めた結果、エルズミーア島・スクレリング島・ルイン島にまで到達した。彼らは「スクレリング」と呼ぶ先住民たち（イヌイットなど）との交易や海獣の狩猟を行う一方、スクレリングたちとしばしば対立したことが記録（サガ）に残っている。しかし小氷期（14世紀-19世紀）の到来を一因としてバイキングはグリーンランドを放棄し、この先へのヨーロッパ人による航海は15世紀末まで途絶える。
ヴァイキングのサガが記録された時代からおよそ2世紀の間（1000年頃から1200年頃まで、ヴァイキングがより大型の船を使った時期も含むとさらに幅広い期間）は中世の温暖期と呼ばれ、14世紀以降の小氷期より確実に暖かく、北極の一部地域は20世紀前半よりも暖かかった可能性がある。また中世の温暖期は現在と海水準が異なった。北極地域の氷床が薄くなったため、その下の陸地が、重みがとれた反動で20mは高くなったとみられる。

### 北大西洋

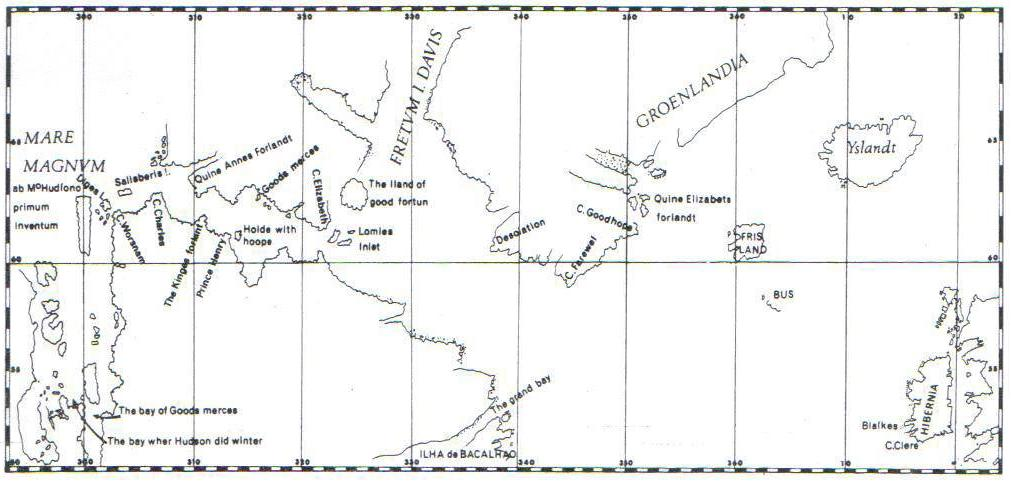
ヘンリー・ハドソンの1610年-1611年の航海に基づくグリーンランド・北米の地図

記録に残っている中で、北西航路を発見しようという最初の試みはジョン・カボットによる1497年の航海である。イングランド王ヘンリー7世はカボットをオリエントへの直通航路を探すために派遣した。1576年、イギリスが派遣したマーティン・フロビッシャーは北西航路を求めてアメリカ北部へ3回航海し、カナダ北極諸島に達したが先には進めなかった。バフィン島南部のフロビッシャー湾は、この地に到達したフロビッシャーの名に由来する。北西航路の発見の可能性についての論文『中国に到る新航路の発見を論ず』の著者でフロビッシャーの後援者でもあったハンフリー・ギルバートは1583年、北大西洋を横断してニューファンドランド島をイギリス領と宣言した。1585年8月8日、イギリス人探検家のジョン・デービスはバフィン島の東部のカンバーランド湾に入り、バフィン島とグリーンランドの間のデービス海峡の通過に成功した。
北アメリカ東海岸には大きな河口や湾が多く、これらが奥で北アメリカ大陸を横断する海峡につながっているのではないかという期待もあった。ジャック・カルティエのセントローレンス川探検も、当初は大陸を横断する水路の発見を期待してのものだった。カルティエはセントローレンス川を北西航路だと信じようとし、モントリオール付近で急流に行く手を阻まれたときにはこれが中国（フランス語では、la Chine）への道を阻むものだと考えて「中国の急流」と名づけた。これが現在のラピッド・ドゥ・ラシーヌ（Rapides de Lachine）と呼ばれる急流地帯である。
ヘンリー・ハドソンはイギリス東インド会社やオランダ東インド会社などに雇われ、北西航路や北東航路を求めて何度も北極海や北アメリカ沿岸の探検に挑んだ。ハドソン川も1609年に東海岸探検の過程で発見されたが、これも太平洋に続く水路ではなかった。1610年には再び北極海に挑み、「怒り狂う逆波」（Furious Overfall）と呼ばれた流れの激しいハドソン海峡を越えてついにハドソン湾に達したが、氷に阻まれこの先に進むことはできず、ハドソン自身は船員の反乱にあい船を降ろされ行方不明となった。

### 北太平洋

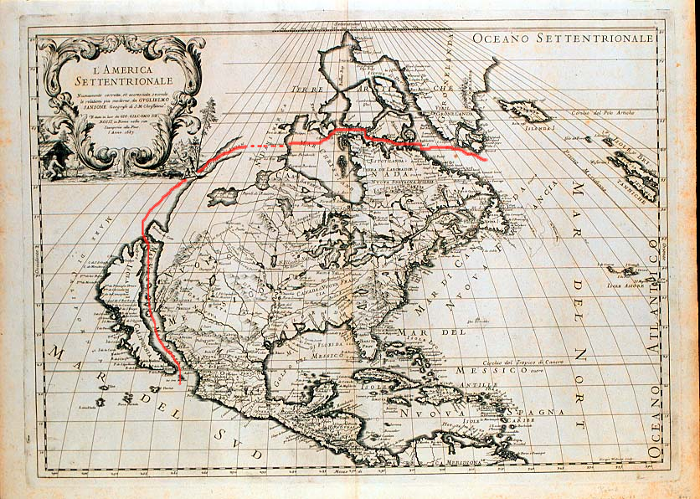
アニアン海峡の想像図

北西航路を発見する試みの多くは、ヨーロッパや北米東海岸を起点として西へ進もうというものだったが、西側からの北西航路探検も進められた。
1539年、メキシコを征服したスペイン人探検家エルナン・コルテスはフランシスコ・デ・ウヨア（Francisco de Ulloa）を西海岸へ派遣し、北アメリカ沿岸の探検を命じた。ウヨアはアカプルコを出港して太平洋岸沿いに北上しカリフォルニア湾内を進んだが、湾の北端に達してしまいその先への出口を発見できず、バハ・カリフォルニア半島を回って帰ってきた。湾の北端を発見したというウヨアの報告は、バハ・カリフォルニア半島が「カリフォルニア島」という島であるという通説を覆すには至らず、かえって「カリフォルニア島」を描いた地図作りに利用されたほか、カリフォルニア湾こそ北アメリカを貫き東海岸のセントローレンス湾へと続く想像上の海峡（中国とアメリカの間にある「アニアン海峡」）の南端部分だ、という通説を補強してしまった。ウヨアは、以後数世紀続くアニアン海峡探索の先駆者となった。
アニアン海峡（Strait of Anián）という架空の海峡の名は、マルコ・ポーロの東方見聞録の1559年に出版された版に登場する中国の地名アニア（Ania、阿寧州）に由来すると見られる。アニアン海峡はイタリアの地図製作者ジャコモ・ガスタルディ（Giacomo Gastaldi）が1562年頃発行した地図に初めて登場し、5年後のボロニーニ・ザルティエリ（Bolognini Zaltieri）の発行した地図にはアジアとアメリカの間に狭く曲がりくねったアニアン海峡が登場する。ヨーロッパ人の想像の中でアニアン海峡は次第に大きくなり、キタイ（中国の北）の大ハーンの宮殿とヨーロッパを直結する航路となった。アニアン海峡の南端は、緯度から見るとおおよそ現在のサンディエゴ付近に置かれていた。先述のジャック・カルティエおよびハンフリー・ギルバートら北アメリカ北東部海岸を探検した航海者らもアニアン海峡を通じたアジア交易を求めてアメリカを探検したとされる。
フランシス・ドレークも1579年に北アメリカの太平洋岸を航海しアニアン海峡の西出口を探した。1592年にはギリシャ人航海士ファン・デ・フカ（Juan de Fuca）がアニアン海峡の入口を見つけ、北の海へ往復して帰ってきたと主張した。また1640年にはスペイン人バーソロミュー・デ・フォンテ（Bartholomew de Fonte）もハドソン湾から太平洋へアニアン海峡を通って航海したと主張した。

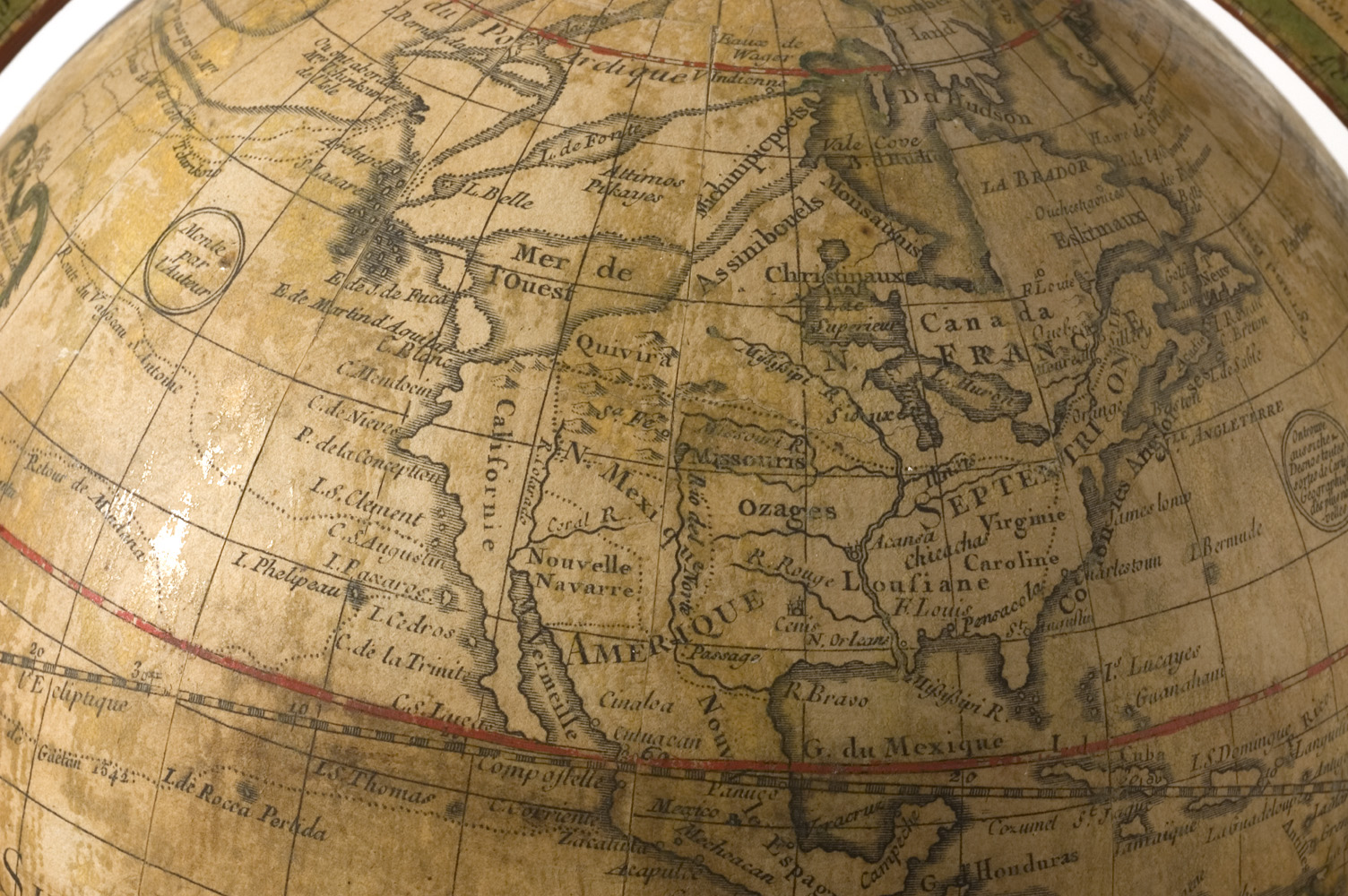
1765年に作成された地球儀。北米大陸の北方はまだ様子が分からず、想像上の海峡や海が描かれている

一方ロシアでは、1648年にセミョン・デジニョフが東シベリアのコリマ川河口から北極海を経てチュクチ半島東側へ向かう航海を行い、アラスカとユーラシアが海で隔てられている事を発見したが、この記録は19世紀後半まで忘れられたままになった。1728年、ロシア帝国海軍の士官であったデンマーク人ヴィトゥス・ベーリングはデジニョフが使った海峡を発見してアラスカとユーラシアの間が陸続きでないことを再確認し、この海峡はベーリングの名を採ってベーリング海峡と呼ばれるようになった。ベーリングは1741年にはアレクセイ・チリコフとともにカムチャツカ半島を発ちアラスカ探検に再び向かったが、ベーリングとチリコフの船は途中ではぐれてしまった。チリコフは南方のアレキサンダー諸島にまで流され、アリューシャン列島のいくつかの島に到達した。一方ベーリングはアラスカ本土からアリューシャン列島を測量したが途中で壊血病のため多くの死者を出し、西へ戻ろうとした探検隊はコマンドル諸島へ流されベーリングも死に、カムチャツカに戻った隊員はわずかであった。
1762年、イギリスの貿易船「オクタヴィウス」(英語版)は、危険を冒して西から北西航路を通過しようとし、ベーリング海峡に入ったとされるが海氷に行く手を阻まれ進めなくなってしまった。13年後の1775年、グリーンランド近海で捕鯨船ヘラルド号（Herald）が漂流中のオクタヴィウス号を発見し、甲板の下で凍りついた乗組員の遺体を発見した。オクタヴィウス号は西洋の船としては最初に北西航路を西から東へ通過したことになる（ただし通過に13年間かかり、その間に全員が死亡している。またオクタヴィウス号の記録についても真実性に疑問はある）。
スペイン船は18世紀後半、メキシコを拠点に北米大陸の北西岸をたびたび航海した。その動機の一つはロシアのアラスカ進出とカリフォルニアへの南下に対する警戒であったが、そのほかの動機にはやはり北西航路の発見があった。スペイン人による探検のうち重要なものには、1775年から1779年にかけて北西航路の西端を見つけるための調査を行ったファン･フランシスコ・デ・ラ・ボデガ・イ・クアドラ（Juan Francisco de la Bodega y Quadra）の航海がある。1775年にクアドラの副官として仕えたフランシスコ・アントニオ・モウレル（Francisco Antonio Mourelle）の日誌は経緯は不明だがイギリス人の手に渡り、英語に訳されロンドンで出版され、後にジェームズ・クックも北米西海岸の探検の参考とした。1791年にはアレッサンドロ・マラスピナ（Alessandro Malaspina）がアラスカ南東部にあり北西航路の入口とも噂されていたヤクタト湾（Yakutat Bay）に達した。1790年と1791年にはフランシスコ・デ・エリサ（Francisco de Eliza）が同じく北西航路の入口の可能性があるとされたファンデフカ海峡を航海しジョージア海峡を発見した。この内海を完全に探検するために、1792年にディオニシオ・アルカラ・ガリアーノ（Dionisio Alcalá Galiano）の探検隊が、北西航路の可能性のあるすべての海峡や入り江の調査を命じられ、ジョージア海峡に送られている。

### クックとバンクーバー
1745年、イギリスは北西航路の発見者に賞金を出す法案を成立させ、1775年の法案延長時には賞金は2万ポンドに上積みされた。1776年、この賞金を得ようとしたイギリスの海軍本部は、ジェームズ・クック（キャプテン・クック）を航海へと派遣した。クックは二度の太平洋航海を行って引退していたため、当初はチャールズ・クラークが航海を指揮しクックは顧問として本国から支援する予定であったが、クックはベーリングの航海結果に探検欲を刺激され、結局経験のあるクックがクラークを従えて航海に出ることになった。この航海に同行した士官にはウィリアム・ブライ、ジョージ・バンクーバー、ジョン・ゴアといった後のイギリス海軍の探検家となる者たちも参加していたが、彼らは北西航路の存在は証明できないと考えていた。

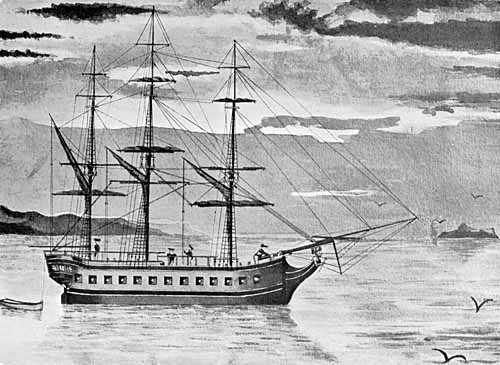
クックの乗ったレゾリューション号

太平洋を航海しヨーロッパ人として初めてハワイに到達し、1777年4月にヌートカ湾（Nootka Sound、バンクーバー島西海岸）を出たクックは北西航路を西から東へ航行するためまず北米西海岸沿いに北へ向かい、ロシア人たちが40年前に通ったアラスカの沿岸の詳細な海図を作成し学術調査を行った。海軍本部の命令は北緯65度に達するまでは途中の川や入り江は無視せよとの内容だった。しかし一行が北緯65度に達する前に海岸線は南西方向へ向きを変え、一行は緯度の低い方へと押しやられていった。ゴアはクックを説得し、航路を見つける望みを託して、北へ切れ込んだクック湾へと入って行ったがその先は行きどまりであった。一行は海岸線に沿ってさらに南西へ進み、ついにアラスカ半島の先端を越えベーリング海へと入ることができた。だが北緯65度を越え、70度に達したところでベーリング海峡の氷山と流氷に行く手を阻まれ、その先に進むことはできなかった。クックらはロシア人たちの発表した「見せかけだけの発見」と、地理学上の幻想にすぎなかった北西航路を呪いながらハワイ諸島に戻った。クックはハワイで戦没し、クラークらは再度ベーリング海峡に挑戦したが失敗し、一行はイギリスへ戻った。
1791年から1795年にかけて、ジョージ・バンクーバーはヌートカ湾やハワイ、サンフランシスコ（当時スペイン領）などを拠点にブリティッシュ・コロンビアを中心とした北米西海岸を探検し海岸線の調査を行い、ベーリング海峡以南には北西航路へ抜ける水路は存在しないことを明らかにした。この結論は、カナダ内陸から北極海までの広い範囲を探検し、1793年に陸路でカナダの太平洋岸へ到達したアレグザンダー・マッケンジーの記録によって裏付けられた。

## 19世紀

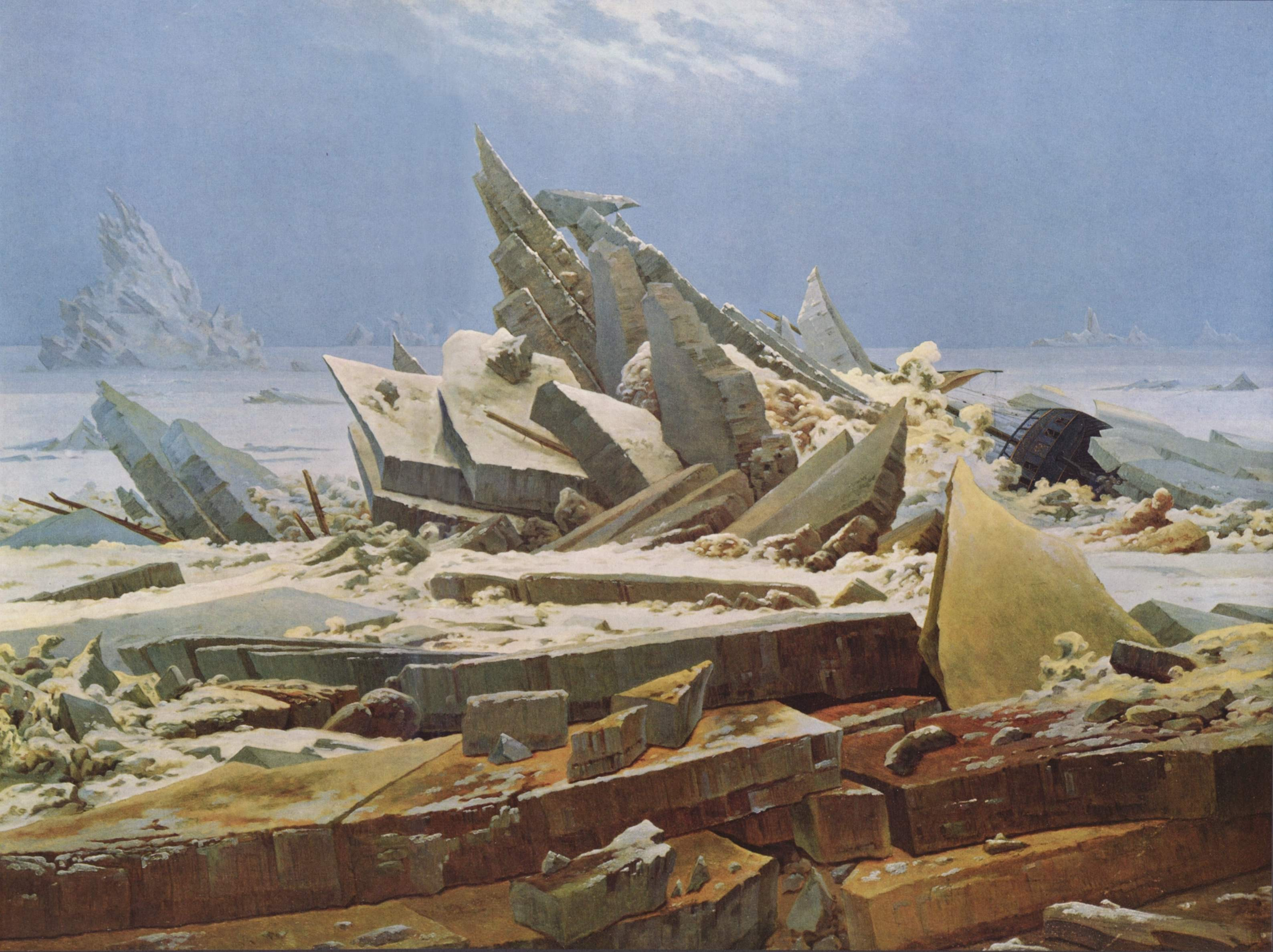
『氷の海』、カスパー・ダーヴィト・フリードリヒ、1823年頃。ウィリアム・エドワード・パリーの1820年-1821年のベーリング海峡探検記録に強い印象を受けて描かれた絵画。海面に突き出した氷の下に、流氷に押しつぶされた探検隊の船が見える

19世紀前半、ベーリング海峡の北のカナダ沖北極海（実際の北西航路の一部）を、ジョン・ロス、ウィリアム・エドワード・パリー、ジェイムズ・クラーク・ロスなどの探検隊が航行した。ジョン・ロスは、一直線に続く北西航路の西端にあたるランカスター海峡に到達しているが、行き止まりと判断して引き返している。またジョン・フランクリン、ジョージ・バック、ピーター・ウォレン・ディーズ、トーマス・シンプソンらは陸路で北極海沿岸を探検し、次第にカナダの北極海沿岸の姿が明らかになった。1825年にはフレデリック・ウィリアム・ビーチーがアラスカの北極海岸を探検し、バロー岬を発見した。しかし北西航路の横断航海をしようという試みは全て失敗し多くの犠牲を出した。後述のジョン・フランクリン探検隊はそのもっとも有名かつ凄惨な例である。
実際の北西航路を発見した人物としてイギリスの探検家ロバート・マクルアーの名が挙げられる。1851年、フランクリン隊の捜索にやってきたマクルアーらはバンクス島からマクルアー海峡を隔ててメルヴィル島を視認した。マクルアー海峡はカナダ北極諸島の西の出口であり、北西航路の一部をなす水路であったが、当時の船ではこの海峡を通ることはできず、マクルアーらの船も氷に閉じ込められる結果となった。彼らは結局、東側から同じ海峡に入って出られなくなった別のイギリス海軍の探検隊に助けられ、船を放棄してそりと徒歩で北西航路を横断した。北極諸島の東の入り口に当たるランカスター海峡（デヴォン島とバフィン島の間）と、西南の出口にあたるドルフィンアンドユニオン海峡（ビクトリア島とカナダ本土の間）を結ぶ水路は、ハドソン湾会社の社員で犬ぞりを使って極北の陸地を探検したジョン・レイによって1854年に発見された。

### ジョン・フランクリン隊の全滅

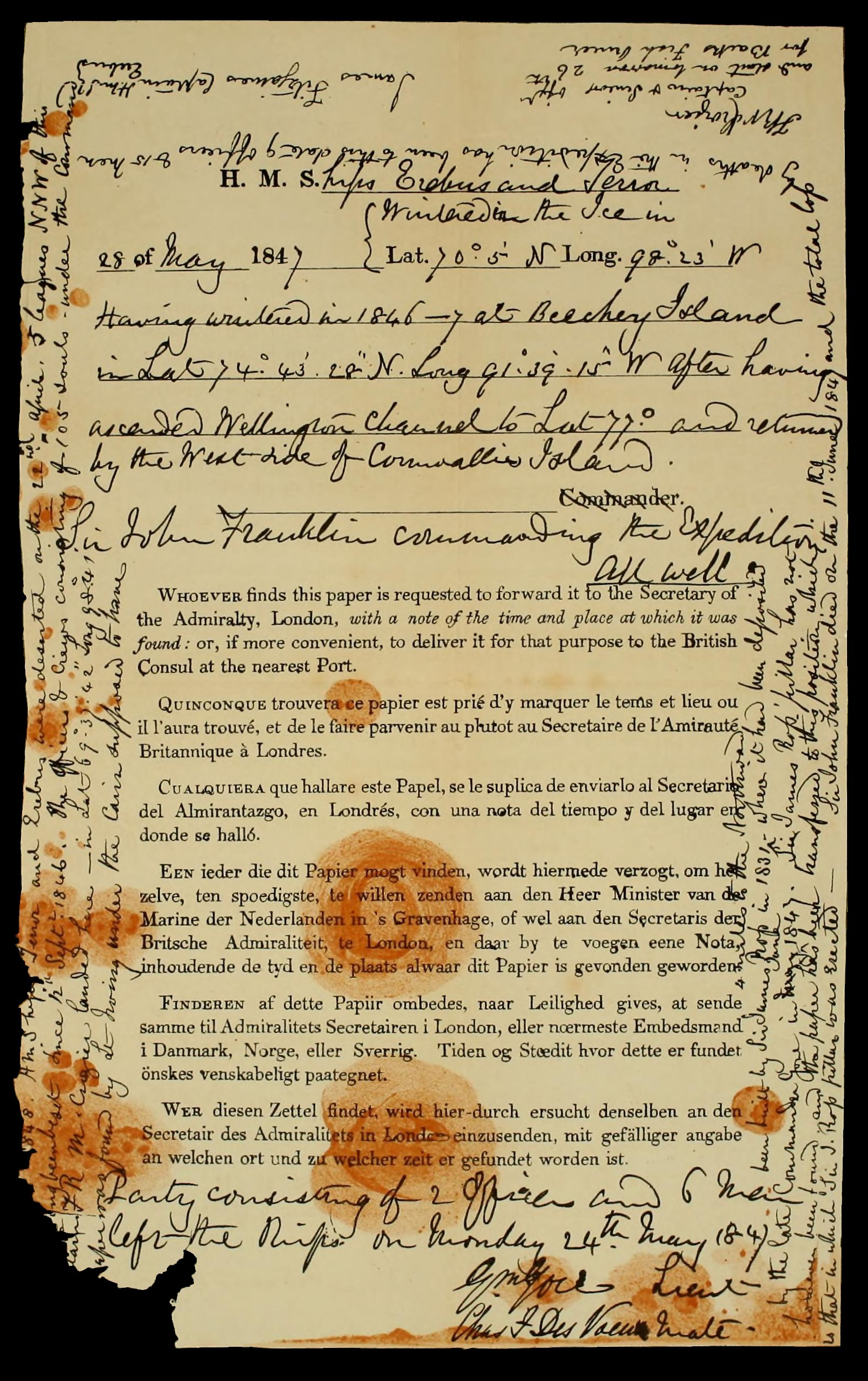
フランクリン隊の隊員が残したメモ。1847年夏および1848年春の日付の記述がある

1845年、十分な装備を整えた二隻の軍艦が、ジョン・フランクリン卿に率いられてイギリスからカナダの北極海への探検に出港した。この航海は北西航路の最後に残った不明箇所の海図を作ることが目的だった。フランクリン自身やほかの探検家たちによる調査で、カナダ北極海沿岸の未踏の海岸線はあと500kmを残すほどになっており、暖房や食料も豊富に持った探検隊は成功の自信に満ちていた。しかし3年経っても探検隊は戻らず、数多くの救助隊や捜索隊が艦隊を組んで彼らの行方を捜して北極に向かったが、さらに多くの遭難者を出す結果になった。しかしこれらの捜索隊が北極諸島にある未知の島や海峡を多く発見し、北西航路の残りの海図を作成している。129人の探検隊が北西航路のどこに消えたのかという謎は大衆の想像力を刺激し、夫の遭難を信じず自費で捜索隊を組織するフランクリン夫人はイギリス中の注目を集めた。
探検隊の出発から14年後の1859年、フランクリン夫人が組織したマクリントック隊は、航路の中間にあるキングウィリアム島で探検隊のノートや膨大な遺品、雪原に連なる遺骨を発見し、探検隊が全滅したことや全滅するに至った道のりが明らかになった。メモによれば艦隊は1845年から46年にかけてデヴォン島南西のビーチー島で越冬し、この際に3人の水夫が結核で死にビーチー島に墓が作られた。艦隊は南西へ向かったが1846年9月にキングウィリアム島付近の海域で氷に閉じ込められ脱出不可能となった。翌1847年の夏にフランクリンは死に、船は氷から脱出できないまま1848年を迎えた。100人ほどになった生存者は1848年の春に船を放棄してそりでカナダ本土を目指した、というところでメモは終わっているが、その後雪原を行進する最中、次々と飢餓や壊血病に倒れたとみられる。
さらに、8,000個も用意していた缶詰は、雑なはんだ付けのために鉛がはんだから食料へ溶け出し、隊員は鉛中毒で体や精神に異常をきたした末に全滅に至ったと推定されている。ビーチー島に埋葬されていた水夫の遺体からは高い濃度の鉛が発見されており、1846年はじめの時点で鉛中毒が始まっていたとみられる。鉛中毒ではなくボツリヌス菌中毒が探検隊全滅の原因になったとする調査もある。また近年の調査では最後の時点で人肉食が起こったとする証拠も発見されている。

### ロバート・マクルアーの北西航路横断

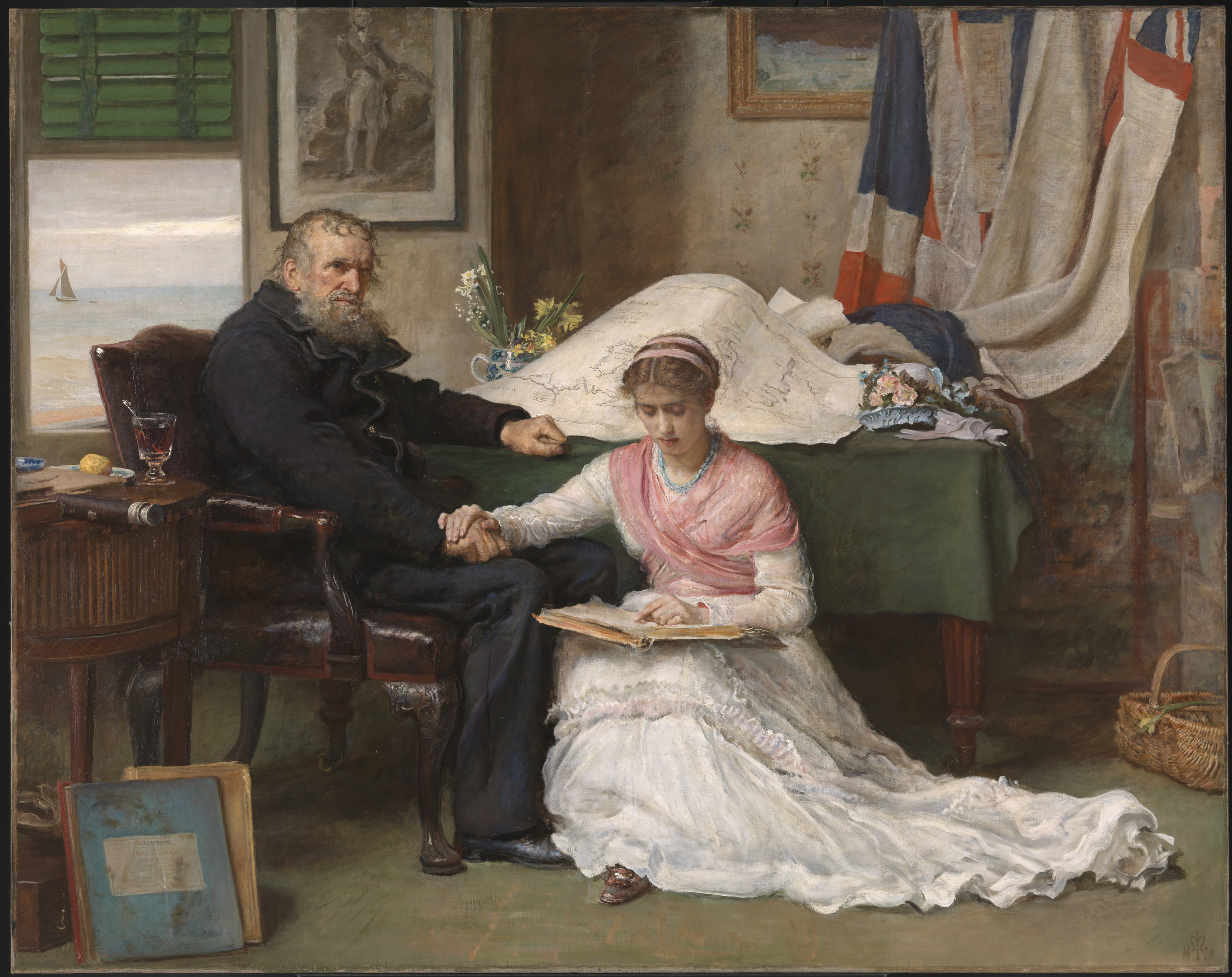
ジョン・エヴァレット・ミレーによる絵画、『北西航路』（The North-West Passage、1874年）。航路探検の失敗に対するイギリス人のいら立ちが表れている

行方不明になったフランクリン隊を探す捜索隊のうち、イギリス海軍のロバート・マクルアー率いる捜索隊は、1850年から1854年にかけて西から東へ北西航路を横断した。これは船だけでなく、部分的にそりを使った通過だった。
マクルアーらの捜索隊はHMSインヴェスティゲーター号で1849年の12月にイギリスを出港し、ホーン岬を回って太平洋へ出、ベーリング海峡を通過して北極海へと入った。北極諸島の西端のバンクス島に達し、東へと続く海峡（マクルアー海峡）を発見したものの、バンクス島の先のバイカウントメルビル海峡西端付近で船が氷に閉じ込められ、3年間この海域で越冬するはめになった。
寒さと飢餓に苦しむマクルアーと部下たちは、脱出の準備をしていたところをイギリス海軍のエドワード・ベルチャー卿（Edward Belcher）の隊員たちに発見された。ベルチャーも同じくフランクリン隊の捜索のために4隻の艦隊で大西洋側から北西航路へと向かったが、バイカウントメルビル海峡で氷に閉じ込められ船のいくつかを放棄し、氷上をそりで移動していたところだった。マクルアーたちはベルチャー隊とともにベルチャーの船へ移り、北西航路を東へ引き返すこの船に乗って1854年にイギリスへ戻った。マクルアー隊はこうして、初めて南北アメリカ大陸を一周して帰ってきた探検隊となった。また一部そりを使ったものの、北西航路を西から東へ初めて通過した探検隊ともなった。彼らの帰還はイギリス中から歓迎され、マクルアーは爵位を与えられ海軍大佐に昇進し、全員でイギリス議会からの1万ポンドの賞金を分け合った。

### ジョン・レイの北西航路探検

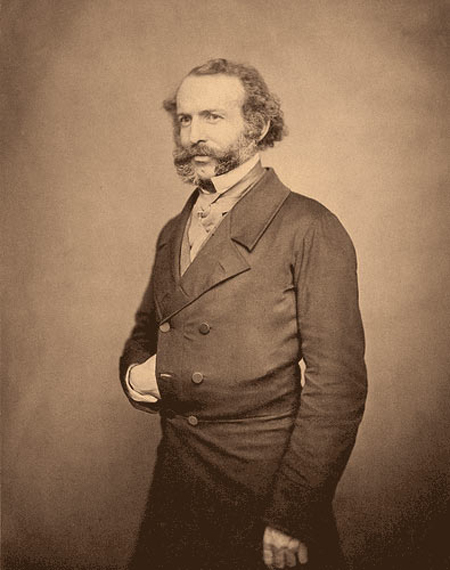
ジョン・レイ

フランクリン探検隊および彼に先立つ多くの探検家、そしてマクルアーやベルチャーほかフランクリンの捜索隊は、両方とも当時のイギリスの探検の伝統に基づいていた。豊富な資金、立派な船舶、暖房器具や缶詰など近代技術の活用、そしてイギリス海軍の士官や将官の参加などである。これとは対照的に、医師で探検家のジョン・レイは当時カナダ北方を経営していたハドソン湾会社の社員であった。ハドソン湾会社の探検は実用的な手法を用いた身軽で質素なもので、陸路中心であった。フランクリンやマクルアーらの100人規模の艦隊が豊富な食料を積んで海路を探検していた時期、レイは10人以下の隊員を率いて犬ぞりで陸上や氷上を移動し、地元のイヌイットから習得した極北を生き抜く知恵を使いながら探検をおこなっていた。レイは北極圏を探検していた歳月の間に探検隊の死者を1人に抑えるなど、最も犠牲の少ない探検を達成した。
ブーシア半島やキングウィリアム島を探検した彼は、1854年に北西航路の一部をなすドルフィンアンドユニオン海峡への出口となる水路を発見して帰ってきた。また探検中に、フランクリン隊の遺品やその最期についての情報をイヌイットから得た。

## アムンセンの北西航路航海成功

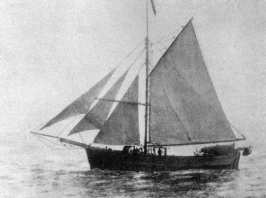
アムンゼンの乗った帆船ヨーア号

海路による北西航路の横断は、結局1906年までなされなかった。1903年、ノルウェーの探検家ロアール・アムンセンは、探検活動をやめさせようとする債権者から逃げるようにして、47トンの鋼製狩猟船ヨーア号（Gjøa）で大西洋から北西航路へ入り、以下のとおり、3年後に北極諸島を横断してアラスカにたどり着くことになる。
彼はバフィン湾・ランカスター海峡・フランクリン海峡・ジェイムズロス海峡・レイ海峡と、東から西へ向かう航路を選んだ。キングウィリアム島とブーシア半島の間のレイ海峡（Rae Strait）は新しい氷が多く比較的航行可能で、この選択が成功のもとになった。ただし水深がわずか1mと非常に浅い部分があり、ヨーア号だから航行できたものの普通の商船や軍艦での通過は不可能な航路であった。
キングウィリアム島の南西海岸（現在のヌナブト準州ジョア・ヘイヴン Gjoa Haven）で2回越冬したアムンゼンは、先住民から犬ぞりの使い方や獣皮の着方など寒帯で生き残る術を学び、これが後の南極などの探検に生きた。さらにビクトリア島の南を航海し、1905年8月17日にカナダ北極諸島を抜けボフォート海へ出ることに成功したが、アラスカ沖で流氷に閉ざされ3度目の冬を越すことになった。彼は800kmを歩いてアラスカ州イーグルに向かい、北西航路を横断したという電報を打って船に帰った。次の夏に氷を脱出したヨーア号はベーリング海峡を通過してアラスカ太平洋岸のノームに入港し、ついに北西航路の横断航海に成功した。

## 20世紀の探検

### 1920年代

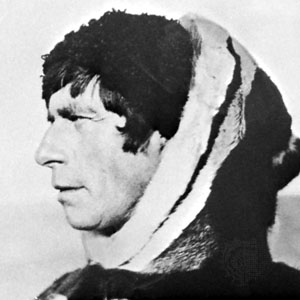
クヌート・ラスムッセン

犬ぞりによる最初の北西航路横断は、グリーンランド人のクヌート・ラスムッセン（Knud Johan Victor Rasmussen）が1921年から1924年の第5回チューレ探検で達成した。ラスムッセンと2人のグリーンランド・イヌイットは、16カ月をかけて犬ぞりで大西洋側から太平洋側へ到達した。

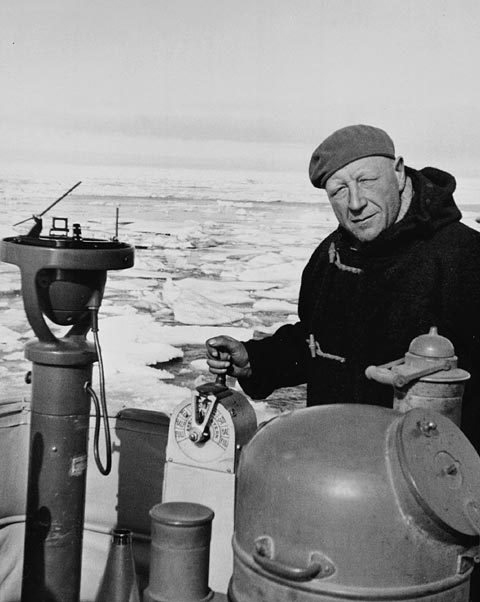
北極海を行くヘンリー・ラーセン（1944年頃）

### 1940年代
王立カナダ騎馬警察（RCMP）のヘンリー・ラーセン（Henry Larsen）は、1940年に北西航路へと出港し史上2人目の北西航路横断航海に成功した人物となった。彼はバンクーバーからハリファックスまで、アムンセンとは逆に西から東への航海を行った。押し寄せる海氷の圧力に対し、RCMPのスクーナー「St. Roch」号は、何度も危ないところを耐え抜いた。ブーシア半島付近で越冬して1942年にハリファックスに到着した一行は、カナダ政府からのメダルを受け取った。
1944年、ラーセンはハリファックスからバンクーバーへ、「St. Roch」号で北西航路を東から西に横断する航海に出港した。往路では28カ月かかった航海は、復路では大幅に期間が短縮され、史上はじめて北西航路を往復した船になった上に史上はじめて越冬せずに横断に成功した船にもなった。これは船の大改修による強化と、往路より北の海図がところどころできていない未開拓の航路を使用したことで可能になった。「St. Roch」号は1950年にはパナマ運河経由で太平洋と大西洋の間を航海し、北米大陸を初めて周回した船にもなった。

### 1950年代
1957年7月1日、アメリカ合衆国沿岸警備隊のカッター（巡視船）「USCGC Storis」は、僚船のカッター「Bramble」および「Spar」と、北極海の水路の情報を調べなおし水深の十分な水路を発見すべく出港した。「Storis」は北西航路とパナマ運河を通ってグリーンランドに戻り、アメリカの船ではじめて北アメリカ大陸を周回した船となった。

### 1960年代
1969年、大型石油タンカーであり史上最大の砕氷船でもあるアメリカの「マンハッタン」は、カナダの砕氷船「ジョン・A・マクドナルド」とともに北西航路を航海した。当時、アラスカ北極海沿岸のプルドーベイで大油田が見つかり、その輸送にパイプラインではなく砕氷タンカーを使った方が安く運べるのではないかとの案があった。大西洋岸からカナダ北極諸島を通りアラスカ北岸で石油を積んで帰ってくるという航海は成功したものの、カナダとの間で北西航路の通航権問題が発生したほか、コストが予想以上であることも分かり、結局アラスカ州を南北に縦断し太平洋岸のバルディーズで原油をタンカーに積み込むという「トランス-アラスカ パイプライン システム」が建設されることになった。

### 1970年代
1977年6月、ウィリー・デ・ロース（Willy de Roos）は13.8m（45フィート）の鋼鉄製ヨット「Williwaw」でベルギーを出港し、北西航路横断に挑んだ。彼は海が凍る前の9月にベーリング海峡に達し、カナダのビクトリアに寄港した後、南米最南端のホーン岬を周ってベルギーに戻った。彼は世界で最初に南北アメリカ大陸を全部船で一周した人物となった。1979年には堀江謙一がヨット「マーメイド号」による縦周り世界一周をめざしたが、夏のカナダ北極諸島海域でヨットが流氷に閉じ込められ、北西航路の通過に3年を費やした（3年目で脱出し、1982年に一周航海を完遂している）。

### 1980年代
1984年、商用客船で耐氷船（アイスクラス）の「エクスプローラー」（MS Explorer, 1969年フィンランドで建造、2007年南極でクルーズ中に沈没）は最初に北西航路を横断したクルーズ客船となった。1986年7月、イギリスのヨットマン、デイヴィッド・スコット・カウパー（David Scott Cowper）は長さ12.8m（42フィート）の救命用モーターボート「Mabel El Holland」に乗ってイングランドから北西航路へ出港し、3回の冬を超えて1989年8月にベーリング海峡に達した。そのまま喜望峰回りで1990年9月にイングランドへ戻り、北西航路を通って世界一周航海を行うことに成功した。

## 2000年以降
21世紀に入り、世界の海運業界は競争がますます激しくなっており、コスト削減・到着時間短縮・船舶大型化などが年々進められている。コンテナ船やタンカーの大型化により、パナマ運河を通れない大きさの船（オーバーパナマックス級）は一般的なものになっており、スエズ運河やマラッカ海峡を通れないほどの大型船が登場するのも時間の問題である。大型船がこれらの狭い航路を通れない場合には相当大回りの航路を使わねばならず燃料費や所要時間が大きくなってしまうという問題もある。またスエズ運河や中東には地域紛争の不安が、マラッカ海峡やソマリア沖には海賊の不安があり、特に海賊の横行は保険料の高騰や迂回航路による燃料費の増大を招いている。
もし北西航路が使えたら、東アジア・ヨーロッパ間は距離が相当短縮でき、燃料・時間・船舶大型化の問題も解決できる。北極海の沿岸や海底にある天然資源の採掘や運送も、北西航路経由なら容易になる。また海軍の軍艦・潜水艦や輸送艦隊が北西航路を通って大西洋から太平洋へ迅速に移動できることにもなり、軍事や地政学の面においても北西航路開通は重要な意味を持つ。

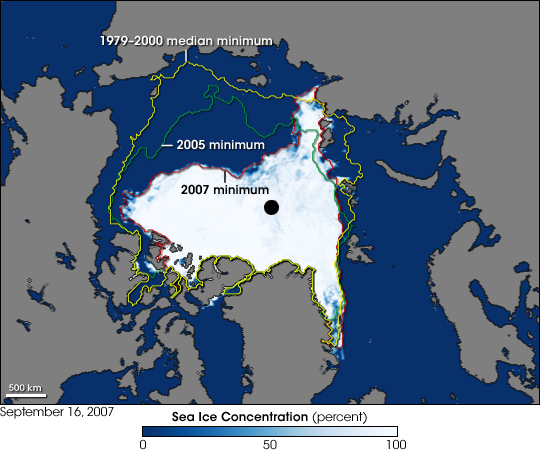
北極の氷の縮小。2007年と過去との比較

2000年夏、いくつかの船が北極海を覆う氷が薄くなったことを利用して北西航路横断を行った。地球温暖化によって航路が氷で覆われる期間が短くなっているためとみられ、大型船の航路としての魅力が高まっている。しかしながら、北極海を通る航路を作るには随行する砕氷船やその母港建設など巨額の投資が必要である。カナダの海運業界は、10年や20年以内に北西航路がパナマ運河に代わる新たな航路となることはないとみている。
2007年夏、北極の流氷の記録的な少なさのために北西航路が「開いた」。2007年9月14日、欧州宇宙機関（ESA）は、1978年の記録開始以来初めて北西航路から氷が消えたと発表した。20世紀後半以来北極の氷の範囲は年々縮み、2007年夏には完全に航海可能な状態となった。ESAは、夏でも溶けずに残るような海氷が複数年にわたって溶け、その覆う範囲が縮小しているため、かつては夏の気温が高い年しか通航できなかった、あるいは特殊な船や探検航海でしか通航できなかった北西航路が一般の船でも航海可能になるだろうと示唆している。またESAの報告書は、2007年夏の状況は、北西航路の「開通」が予想より早くなるだろうことを示している、としている。かつて夏でも氷が解けず、多くの探検家の命を奪ってきた死の海は、氷の消えた「使える海」へと変わりつつある。この年、少なくとも3隻の船が北西航路通過に成功した。シェルは2012年までアラスカ沖北極海で探査活動をしていた。2012年現在、光ファイバーの敷設が計画されている。

## 北西航路の環境問題と主権論争

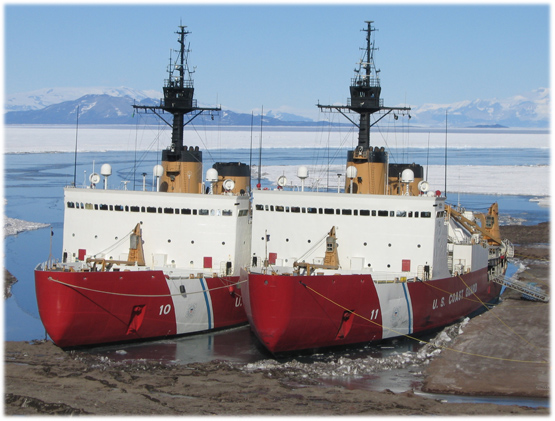
アメリカ沿岸警備隊の大型砕氷船「ポーラー・シー」（Polar Sea、WAGB-11、右）と僚船「ポーラー・スター」（Polar Star、WAGB-10、左）

北西航路の一部、特にカナダ北極諸島を貫く海峡は、年のほとんどを厚い氷に覆われているので、野生生物や先住民にとっては往来に必要な生活圏である。北西航路が頻繁に使われるようになれば、船舶事故で油の流出事故が起きて北極圏の生態系に破滅的な打撃を与える可能性もあるほか、外国の軍艦などの通過も予想される。こうした懸念からカナダ政府は、北極諸島の海峡はカナダの領海である「内水」であると主張しており、ゆえにカナダ政府がこれらの航路の通航を阻止できるとしている。欧州連合加盟諸国を含む海洋国家の多くは、これらの海峡を「海洋法に関する国際連合条約」（国際連合海洋法条約）に基づく国際海峡とみなしており、外国船は安全に通航する権利があるとしている。アメリカ合衆国は国際連合海洋法条約を批准していないが、やはり北西航路は国際海峡だと主張している。もし国際海峡であるならば、カナダ政府はこれらの海峡における漁業の操業規則や環境対策に関する規則、密輸取締りのための法律などを制定できるが、船舶の通航を阻止できなくなる
。
1985年、アメリカ沿岸警備隊の大型砕氷船「ポーラー・シー」が北西航路を通過した際、アメリカ政府は、カナダ政府には通航の許可を求めないことを強調した。アメリカ側は、この航海はグリーンランドからアラスカへ砕氷船を回航させるだけであり、この通航にはコスト削減以外の意図はないとし、国際海峡を通過するのに沿岸国の許可はいらないと主張した。カナダ政府は翌1986年にカナダの北西航路に対する権利を再び主張する宣言を発表したが、アメリカ政府はこの宣言を拒否した。1988年にはカナダとアメリカは「北極における協力」（Arctic Cooperation）という合意に調印した。この合意では主権問題の解決は行わなかったものの、アメリカの砕氷船が北極諸島を通過するときにはカナダ政府の許可を求めることが明記された。

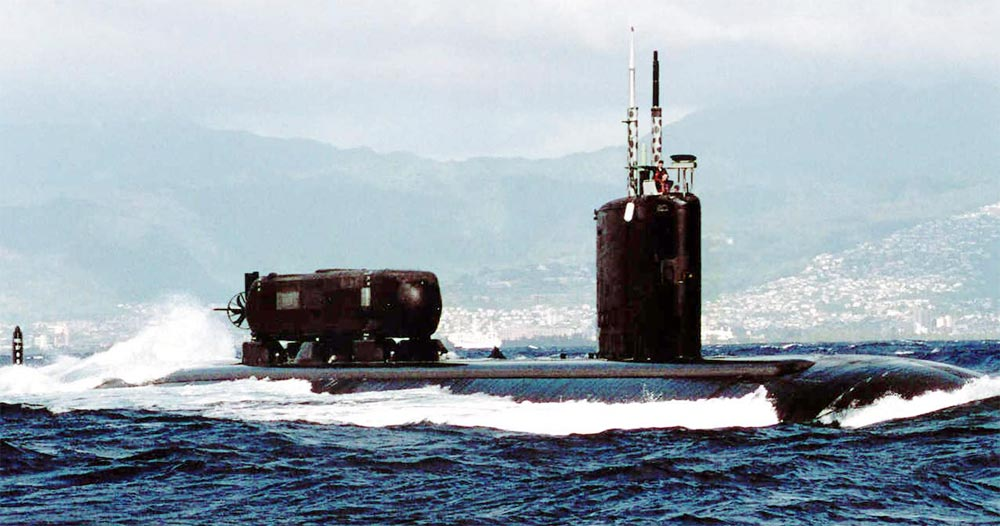
原子力潜水艦シャーロット

2005年11月29日、アメリカ軍の原子力潜水艦シャーロットが北極海の氷の下を航行し北極点で1.5mほどの氷を破って浮上した。この後、米軍原潜が北西航路をカナダ政府に知らせずに往来しているという説が取りざたされ、カナダの国民感情が沸騰した。2006年のカナダ連邦総選挙後の記者会見で、選挙に勝利したカナダ保守党のスティーヴン・ハーパー（後に首相）は、アメリカ大使による「北極水路は国際海峡である」という声明に反論し、北極における主権をより強固に確立するカナダ政府の意図を説明した。
2006年4月9日には、カナダ軍の北方統合任務部隊（Joint Task Force North）は、カナダ軍はもはや該当海域を「北西航路」とは呼ばず、セントローレンス湾などカナダ周囲の海域を含めて「カナダ内水」（Canadian Internal Waters）と呼ぶと宣言した。さらに宣言の後、カナダ軍部隊による北極諸島探検「ヌナリヴト作戦」（Operation Nunalivut、ヌナリヴトはイヌクティトゥット語で「土地はわれらのもの」）を成功させた。
2007年7月9日、カナダのハーパー首相は極北に大水深の港湾を建設すると発表した。政府のプレスリリースには、首相の発言は次のように引用されている。「北極地域の主権を守るにあたり、これを利用するか失うかという選択肢があるが、わが政府にはこの主権を断固守るという意思がある。カナダの北極地域は、北方国家としてのカナダのナショナルアイデンティティの中核をなし、我々の歴史の一部であり、我々の将来の潜在的可能性を示すものである」。